# Nanine, femme d'artiste
Pour plus de détails, voir Fiche technique et Distribution.
Nanine, femme d'artiste est un film muet français réalisé par Léonce Perret et sorti en 1912.

## Fiche technique
- Réalisation : Léonce Perret
- Scénario : Léonce Perret
- Photographie : Georges Specht
- Société de production : Société des Etablissements L. Gaumont
- Métrage : 300 m
- Format : Noir et blanc — 35 mm — 1,33:1 — Muet
- Genre : Film dramatique
- Durée : 10 minutes
- Dates de sortie : 
  -  France : 19 janvier 1912

## Distribution
- Léonce Perret : Pierre Voisel
- Yvette Andréyor
- Suzanne Grandais
- André Luguet
- Jeanne Marie-Laurent